# 8479 Held
8479 Held este o planetă minoră (asteroid), cu un diametru de 5,047 km, din centura de asteroizi. A fost descoperită pe 29 aprilie 1987 la Observatorul Kleť de Antonín Mrkos. 
Obiectul prezintă o orbită caracterizată de o semiaxă mare de 2,4292258 UAi, o excentricitate de 0,23, o înclinație de 1,32852 ° în raport cu ecliptica.